# Basilique Saint-Martin de Liège
Pour les articles homonymes, voir Basilique Saint-Martin et Saint-Martin.
La basilique Saint-Martin est l'une des sept anciennes collégiales de la ville de Liège, en Belgique. Elle est sise sur le Publémont.
Un édifice roman du Xe siècle, déjà connu comme collégiale Saint-Martin, est remplacé par une nouvelle église de style gothique au XVIe siècle.
Dans la première église fut célébrée pour la première fois, en 1246, la Fête-Dieu. Étant donné l'importance historique de cet événement, encore aujourd'hui commémoré annuellement, la collégiale fut élevée au rang de basilique mineure en 1886.

## Histoire

### La légende
Éracle, qui jouissait d'un grand crédit à la cour d'Othon Ier, accompagna cet empereur en Italie quand il alla s'y faire couronner par le pape Jean XII. C'est pendant ce voyage que l'évêque de Liège ressentit les premières atteintes d'un mal qui devait bientôt lui causer d'affreuses douleurs. Son corps se couvrit peu à peu d'ulcères qui le rongeaient, et les médecins avaient perdu tout espoir de salut. Lorsque Éracle apprit les cures nombreuses qui s'opéraient à Tours sur le tombeau de saint Martin, il résolut de s'y rendre en pèlerinage. Il y était déjà depuis sept jours, employant les larmes, les jeûnes, les veilles et les prières pour obtenir sa guérison, lorsque, tout à coup, pendant son sommeil, saint Brice et saint Martin lui apparurent revêtus de leurs habits pontificaux. Ce dernier s'approcha d'Éracle, le toucha de son bâton pastoral et lui dit : 

« Mon frère de Liége, Notre Seigneur Jésus-Christ vous guérit et vous rend la santé par un effet de sa miséricorde infinie. Levez-vous donc et manifestez à nos frères les chanoines la toute-puissance divine; ordonnez-leur d'en remercier le Très-Haut, de chanter ses louanges avec le peuple pieux, et de vous recevoir à perpétuité au nombre de leurs confrères. Pour vous, célébrez demain l'office divin, afin que ceux qui vous ont vu près de succomber sous le poids de vos maux raniment leur confiance dans le secours de leur patron »

— Jean Bertholet, Histoire de l'institution de la Fête-Dieu.
La vision disparut, et l'évêque malade s'éveilla plein de santé, au grand étonnement des siens. Les chanoines de l'église de Tours accoururent aussitôt, examinèrent la plaie, et n'y trouvèrent qu'une cicatrice encore un peu rouge. Au bruit de ce miracle, les acclamations les plus vives retentirent dans toute la ville. Le lendemain, Éracle dit la messe dans l'église puis reprit la route de Liège.
Quelque temps après, dit l'évêque dans la narration qu'il a lui-même laissée de cet événement , ne perdant point le souvenir du bienfait signalé que j'avais reçu de Dieu par l'intercession de saint Martin, je fis construire à son honneur, dans la ville de Liége, une église en un lieu nommé Publemont (en 962) ; j'en fis la dédicace, je la dotai très-richement de mes propres biens, et j'y établis trente chanoines, des chapelains et des desservants pour y célébrer l'office divin suivant le rit et l'usage de l'Église.

### Les origines
Le 2 juin 965, Éracle, évêque de Liège, délivre l'acte de fondation sur le Publémont d'un édifice destiné à devenir la nouvelle cathédrale de Liège, consacrée à la Vierge-Marie et à saint Lambert. Mais Notger, son successeur, décide de dédier le sanctuaire à saint Martin et lui confère le statut de collégiale. 

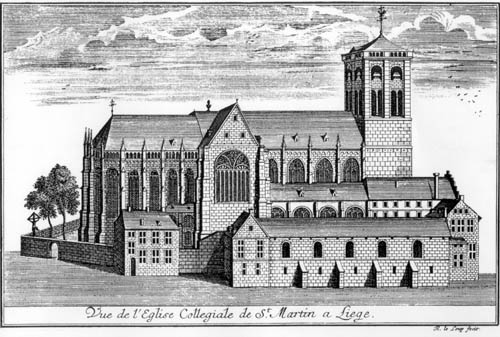
Gravure de la collégiale Saint-Martin vers 1735 par Remacle Le Loup

En 1312, dans la nuit du 3 au 4 août, le peuple, soutenu par le chapitre de la cathédrale, met le feu à la collégiale Saint-Martin dans laquelle s'étaient réfugiés plusieurs dizaines de nobles qui périrent dans l'incendie. L'événement est connu sous le nom de la måle Saint-Martin.

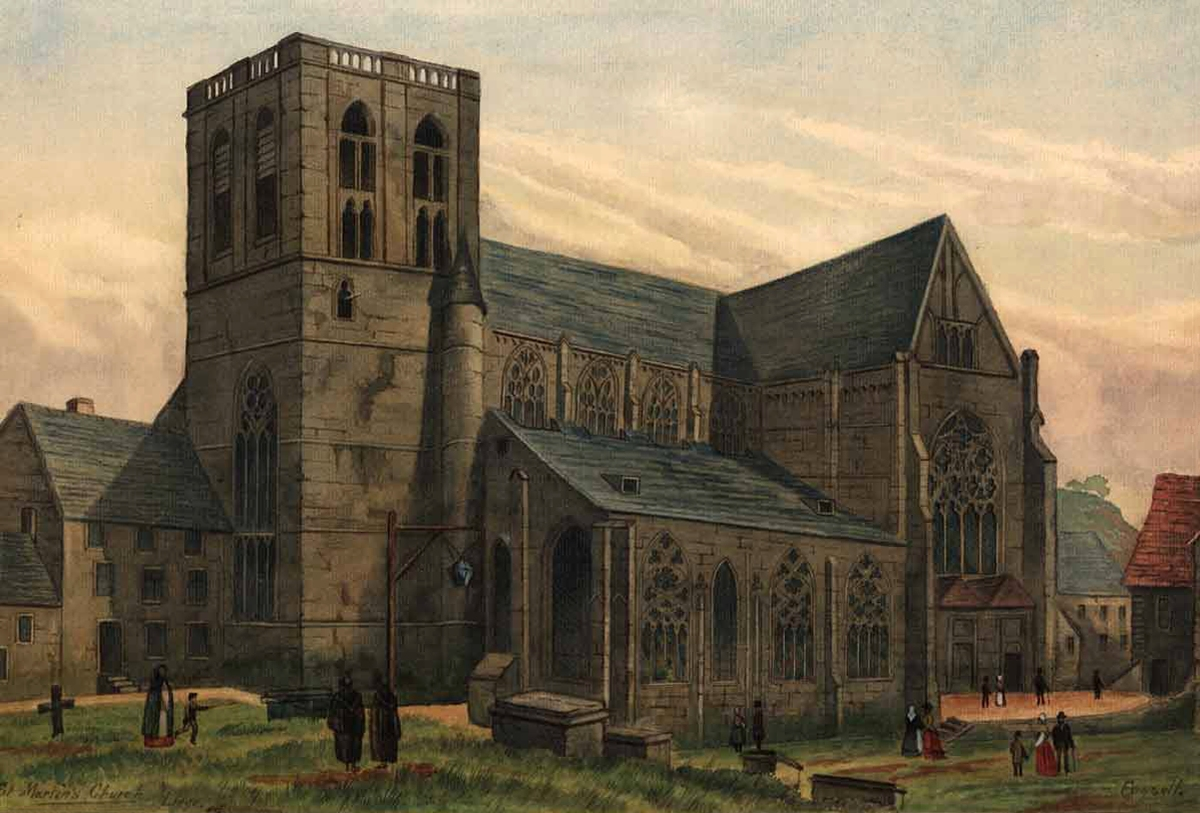
Collégiale Saint-Martin (Milieu du XIXe siècle)
Aquarelle de Joseph Fussell

Aujourd'hui, il ne reste rien de l'église romane primitive qui fut remplacée au XVIe siècle par l'édifice gothique actuel dont les travaux de construction s'étalèrent de 1506 à 1542, sous le règne du prince-évêque Érard de La Marck, d'après les plans de Paul de Ryckel.

### La Fête-Dieu
C'est à Saint-Martin que fut instituée la Fête-Dieu, et célébrée liturgiquement pour la première fois en 1246, à la suite des démarches effectuées par Julienne de Cornillon et la recluse Ève de Saint-Martin. Au cours des siècles, le culte eucharistique prit à la collégiale une importance considérable, manifesté surtout par l'établissement de la confrérie du Saint-Sacrement, renforcée à partir de 1765 par la confrérie de l'Adoration perpétuelle et par l'aménagement d'une chapelle exclusivement réservée au culte eucharistique, la chapelle du Saint-Sacrement. 
Sorte de Saint des Saints, cette chapelle bénéficia de l'attention généreuse des membres du chapitre collégial et fit l'admiration des visiteurs de Liège. La chapelle était ornée de peintures des grands artistes Jean Del Cour et Englebert Fisen. Elles sont dispersées à la révolution.
Le jeudi 11 juin 1846, Fête-Dieu, une cantate de Felix Mendelssohn fut chantée dans cette basilique, afin de célébrer le 600e anniversaire de cette fête, en rendant hommage à l'institution. Cette œuvre Lauda Sion avait été commandée dans cette optique.

## Les basiliques de Liège
La collégiale Saint-Martin a rang de basilique et plus précisément de basilique mineure, non pas comme le veut une légende urbaine comme seconde église de Liège de rang après la cathédrale, mais parce qu'elle est lieu de pèlerinage de la Fête-Dieu depuis 1246, titre qui lui a été conféré par le bref du pape Léon XIII le 9 mai 1886. 

## Patrimoine
Calvaire du début du XVIe siècle, le mausolée d'Éracle, Notre-Dame de Saint-Séverin, statue de bois polychrome du XVIe siècle, la chapelle du Saint-Sacrement, ornée de médaillons de Jean Del Cour, la châsse de la bienheureuse Ève, des souvenirs de la Fête-Dieu, et, dans la crypte, le gisant en marbre noir de Theux représentant le prévôt de Saint-Martin, Conrad de Gavre (1602).
L'église actuelle date du XVIe siècle et abrite, en son chœur, cinq verrières de la Renaissance.
Restaurée en 1840 et en 1871, elle est basilique depuis 1886.

## Index des artistes

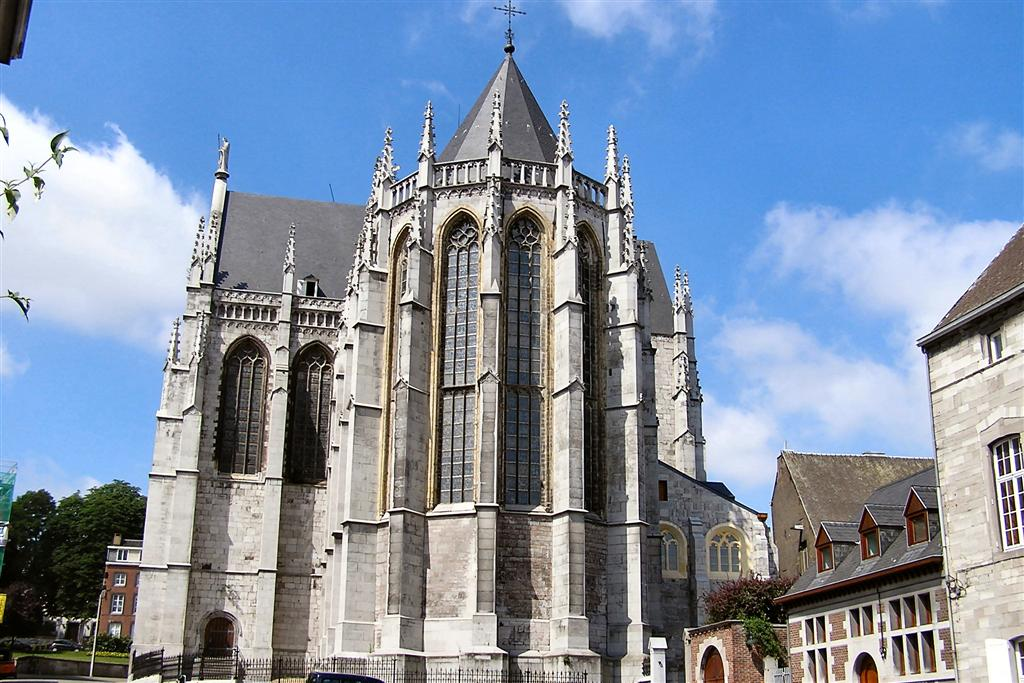
Vue du chœur de la basilique Saint-Martin

Liste chronologique des artistes ayant travaillé à l'église Saint-Martin, ou dont une œuvre se trouve dans l'église.
- Arnold de Hontoire (1630-1709), sculpteur.
  - Buste de la Vierge (anciennement attribué à Robert Verbure), exposée au Grand Curtius
- Jean Del Cour (1631-1707), sculpteur
  - Christ en bois[8]
- Cornélis Vander Veken (1666-1740), sculpteur
  - Deux sculptures d'anges (1701-1710)
- Jacques Vivroux (1703-1777), sculpteur
  - Statues en bois de la Vierge à l'Enfant et Saint Martin de Tours
- Jean-Charles Delsaux (1821-1893), architecte
- Joseph Osterrath (1845-1898), maître-verrier
- Adolphe Tassin (1852-1923), peintre

## Événements
En juin 1846, pour les 600 ans de la Fête-Dieu, la Basilique vit la première mondiale du Lauda Sion de Felix Mendelssohn, motet commandé par l'évêque de Liège et créé en présence du compositeur qui mourra l'année suivante.
Les funérailles de Julie et Mélissa, les deux victimes les plus connues de Marc Dutroux dans l'affaire du même nom, ont été célébrées à Saint-Martin le 22 août 1996.